# Leonard Jägerskiöld

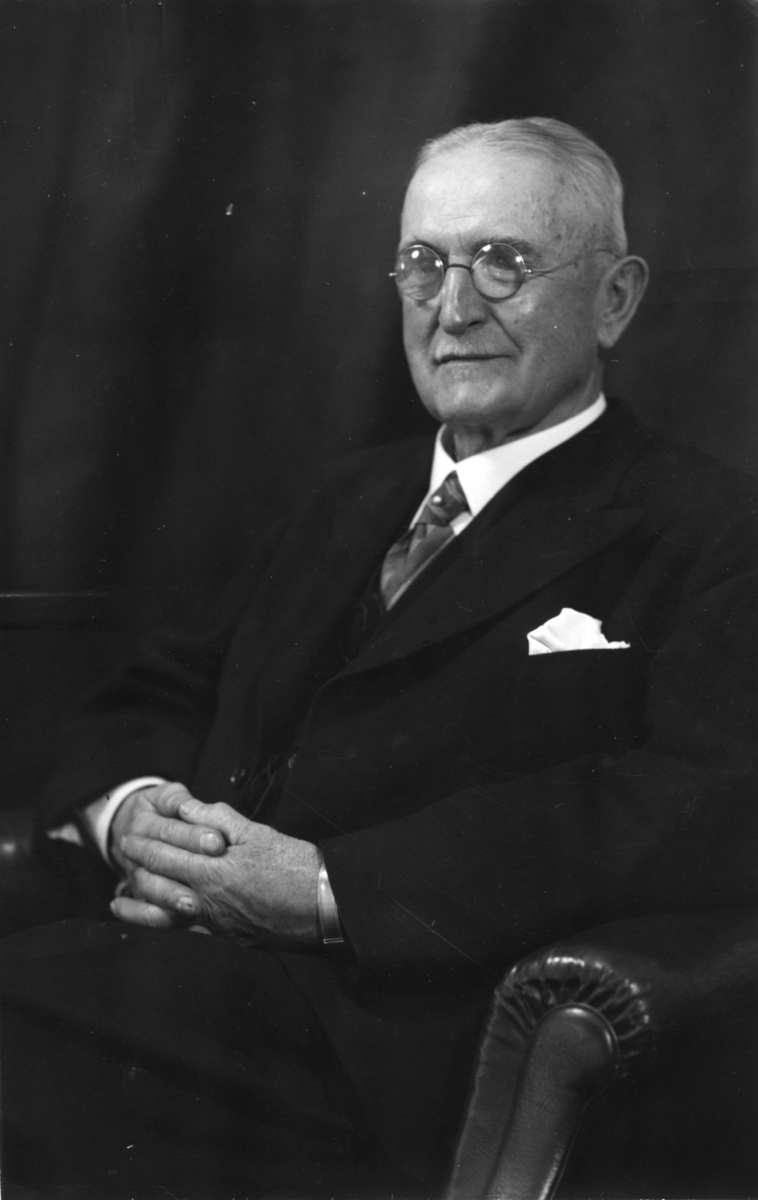
L.A. Jägerskiöld

Axel Krister Edward Leonard "L. A." Jägerskiöld (* 12. November 1867 in Helsinge socken, Finnland; † 4. August 1945 in Värö församling, Halland, Schweden) war ein schwedischer Zoologe, Parasitologe, Ornithologe und Fachexperte für Helminthen.

## Leben und akademische Laufbahn
Leonard Jägerskiöld wurde auf dem Gut Mejlan in der Region Nyland geboren. Er war Sohn von Gustaf Jägerskiöld, Kapitän in der russischen Marine. Nach einem Umzug nach Stockholm 1874 besuchte er das Gymnasium und entwickelte früh Interesse an Naturphänomenen, Jagen und Segeln. Ab 1887 lebte er in Uppsala, wo er ab 1893 bei der Universität Uppsala über Spulwürmer (Ascariden) in marinen Säugetieren promovierte.
1901 heiratete er die finnische Freiin Sylvia Margaretha Vivica Hisinger; aus der Ehe gingen zwei Söhne hervor: Olof Jägerskiöld (1906–1986), Historiker an der Universität Uppsala, und Stig Jägerskiöld (1911–1997), Professor für internationales Recht, Historiker und Diplomat.
1904 übernahm er eine Kuratorenstelle am Zoologischen Museum Göteborg und war 1912 zum Professor ernannt worden. Eine Augenkrankheit hatte ihn jedoch zur Spezialisierung auf Feldstudien gezwungen.
Leonard Jägerskiöld starb am 4. August 1945 bei einem tragischen Unfall: Er wurde von einem Zug nahe Väröbacka erfasst. Er wurde auf dem Örgryte-Friedhof in Göteborg beigesetzt.

## Forschung und Expeditionen
Jägerskiöld unternahm 1900–1901 eine zoologische Expedition nach Ägypten, in den Sudan (Region) und auf die Sinai-Halbinsel zur Dokumentation der dortigen Fauna. Zwischen 1922 und 1939 führte er mehrfach marine Forschungsexkursionen entlang von Kattegat und Skagerrak, den Küsten Norwegens sowie auf die Hebriden und Shetland Islands durch.

## Publikationen und Werke
Neben zahlreichen Fachartikeln veröffentlichte er 1898 gemeinsam mit Gustaf Kolthoff das Werk Nordens fåglar, eine umfassend illustrierte und taxonomische Abhandlung über die Vogelwelt Skandinaviens, die in einer erweiterten Neuausgabe von 1911 bis 1926 erschien.
Weitere bedeutende Schriften sind:
- Sveriges djurvärld, ein Standardwerk über die Fauna Schwedens, 1903 erschienen, gemeinsam mit Einar Lönnberg und Gottfried Adlerz.
- Results of the Swedish Zoological Expedition to Egypt and the White Nile, 1901, publiziert 1904 in Uppsala (Kurzbericht)
- Beiträge zur Süßwasser-Nematodenfauna in Deutschland (Die Süßwasserfauna Deutschlands. Nematodes, Mermithidae und Gordiidae) von 1909

## Bedeutung und Nachwirkung
Jägerskiöld zählt zu den bedeutenden Forschern der nordischen Zoologie des frühen 20. Jahrhunderts. Mit seinem Standardwerk Nordens fåglar prägte er nachhaltig die ornithologische Forschung in Skandinavien. Seine Sammelreisen und Publikationen erweiterten das Wissen über Parasiten, Meerestiere und Vogelarten Nord- und Mitteleuropas.
1942 wurde er mit einer Festschrift, herausgegeben vom Zoologischen Museum Göteborg, anlässlich seines 75. Geburtstags gewürdigt.